# George Francis FitzGerald
George Francis FitzGerald (3. srpna 1851 Dublin – 22. února 1901 Dublin) byl irský fyzik a matematik, který proslul především objevem kontrakce délek a pracemi v oblasti elektromagnetismu.

## Život
Narodil se roku 1851 v Dublinu. Jeho otec William byl profesorem filosofie, později se stal biskupem, strýcem z matčiny strany byl fyzik George Johnstone Stoney. V 16 letech nastoupil FitzGerald na univerzitu v Dublinu, kde následně strávil zbytek své vědecké kariéry.
Spolu s několika dalšími vědci jako byli Heinrich Rudolf Hertz, Oliver Lodge a Oliver Heaviside patřil k vůdčím postavám fyziky elektromagnetismu 2. poloviny 19. století. V roce 1883 navrhl FitzGerald zařízení na výrobu elektromagnetických vln za pomoci rychle oscilujícího elektrického proudu. Ty byly skutečně experimentálně doloženy Hertzem o 5 let později.
Roku 1889 navrhl vysvětlení negativního výsledku Michelsonova-Morleyho experimentu, které spočívalo v tom, že by byly všechny objekty zkráceny ve směru pohybu. Podobnou myšlenku formuloval a rozpracoval v roce 1892 i Hendrik Antoon Lorentz. Později se kontrakce délek stala zásadní součástí speciální teorie relativity vytvořené v roce 1905 Albertem Einsteinem.
FitzGerald v březnu 1895 jako šestý v pořadí zakoupil kluzák Otto Lilienthala „Normalsegelapparat“. Společně se svými studenty zkoušel, jak kluzák funguje, ale neúspěšně. O svých zkušenostech s ním sepsal zprávu v časopise Royal Aeronautical Society „The Aeronautical Journal“.
FitzGerald trpěl vážnými problémy trávicího ústrojí, jejichž následkem zemřel v 49 letech roku 1901.
Byl ženatý, měl tři syny a pět dcer.